# Mischa Barton

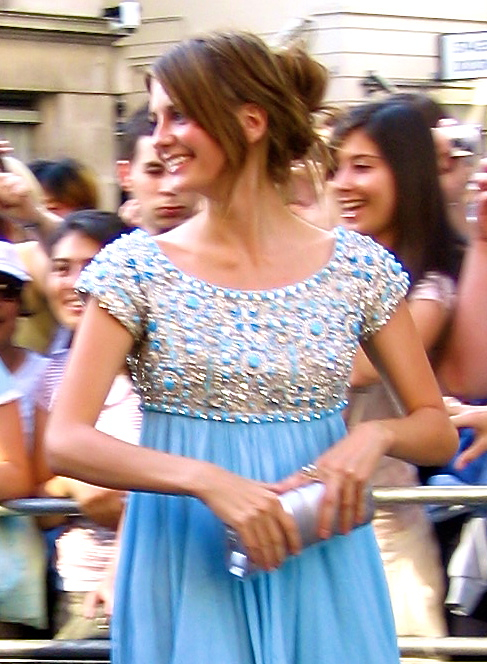
Mischa Barton i London år 2006.

Mischa Anne Marsden Barton, född 24 januari 1986 i Hammersmith i London, är en brittisk-amerikansk skådespelare och fotomodell. 

## Uppväxt
Barton föddes i Hammersmith i London. Hennes mamma Nuala, (född Quinn), är fotograf och hennes engelske pappa, Paul Marsden Barton, är börsmäklare. Hon har två systrar, Hania och Zoe Barton. När Barton var fyra år flyttade hon till New York  och den 3 februari 2006 blev hon amerikansk medborgare med dubbelt medborgarskap (USA/Storbritannien) i Los Angeles. Barton examinerades från Professional Children's School på Manhattan 2004, och studerade på Royal Academy of Dramatic Art sommaren 2006.

## Karriär
Mischa Barton började spela teater när hon var nio år. Hon medverkade i "Off Broadway"-premiären av Slavs!, skriven av Tony Kushner. Därefter medverkade hon in många Off Broadway-produktioner, bl.a. som huvudrollen i James Lapines Twelve Dreams på Lincoln Center. Hon gjorde sin filmdebut i Lawn Dogs, som vann flera priser på filmfestivaler världen runt. Hon har medverkat i flera filmer som; Sjätte sinnet, Notting Hill, och Lost and Delirious. Barton har också medverkat i många reklamfilmer och arbetar som fotomodell. Hennes gamla vän och mentor, Ivan Bart från IMG Models New York, representerar henne som manager. 
Bartons första TV-framträdande var 1996, som den unga Lily Montgomery i All My Children. Hon gjorde åtta gästframträdanden i TV-serien Once and Again som Jessie Sammlers (Evan Rachel Woods) flickvän, Katie Singer. Hon gjorde också ett avsnitt av FOX-serien "Fastlane", James Blunts musikvideo "Goodbye My Lover", och Enrique Iglesias musikvideo Addicted. I augusti 2003 hade FOX-serien OC premiär och den blev genast en succé. Barton blev kändis i sin roll som Marissa Cooper som hon spelade till slutet på den tredje säsongen i maj 2006. Utan Barton föll tittarsiffrorna drastiskt för OC under fjärde säsongen, och TV-showen lades ner 2007.
2008 hade hon huvudrollen i filmen You and I, som handlar om den kontroversiella ryska popduon Tatu och är baserad på en rysk roman om gruppen.

## Filmografi
| År   | Film                                     | Roll                 | Övrigt    |
| ---- | ---------------------------------------- | -------------------- | --------- |
| 1997 | Lawn Dogs                                | Devon                |           |
| 1999 | Notting Hill                             | Barnskådespelare     |           |
| 1999 | Pups                                     | Rocky                |           |
| 1999 | Sjätte sinnet                            | Kyra                 |           |
| 2000 | Paranoid                                 | Theresa              |           |
| 2000 | Skipped Parts                            | Maurey               |           |
| 2001 | Beautiful People                         | Grace                |           |
| 2001 | Lost and Delirious                       | Mary                 |           |
| 2001 | Julie Johnson                            | Lisa Johnson         |           |
| 2002 | Once and Again (TV-serie)                | Katie Singer         | 2001–2002 |
| 2003 | Octane                                   | Natasha 'Nat' Wilson |           |
| 2003 | OC                                       | Marissa Cooper       | 2003–2006 |
| 2006 | The Oh in Ohio                           | Kristen Taylor       |           |
| 2007 | Closing the Ring                         | Ung Ethel Ann        |           |
| 2007 | St Trinian's                             | J.J. French          |           |
| 2007 | Virgin Territory                         | Pampinea             |           |
| 2008 | Assassination of a High School President | Francesca Fachini    |           |
| 2008 | You and I                                | Lana Starkova        |           |
| 2009 | Walled In                                | Sam Walczak          |           |
| 2009 | Don't Fade Away                          | Kat                  |           |
| 2009 | Homecoming                               | Shelby               |           |
| 2009 | Bhopal: A Prayer for Rain                | Eva                  |           |
| 2012 | Beauty and the Least                     | Amy                  |           |